# 张国权
张国权（1958年—），男，汉族，广东东源人，中华人民共和国企业家，广东三友集团董事局主席、第十二届全国人民代表大会广东地区代表。

## 生平
毕业于中山大学经济管理专业。2008年起担任全国人大代表。2013年，担任全国人大代表。